# Africació
L'africació és l'articulació d'un so amb oclusió dels òrgans articulatoris seguida d'un fregament.